# Казинки (Рогнединский район)
Кази́нки (Казинка, Козинки) — деревня в Рогнединском районе Брянской области, в составе Вороновского сельского поселения. 
 Расположена в 2 км к северо-западу от села Вороново, на правом берегу реки Габьи. Население — 18 человек (2010).

## История
Упоминается с XVIII века; входила в приход села Троицкое. В XIX веке — владение Гагариных, Богдановых и других помещиков. Входила в Брянский (с 1921 — Бежицкий) уезд; с 1861 по 1880-е гг. в составе Молотьковской волости, затем до 1929 в Вороновской волости.
В середине XX века действовал одноимённый колхоз. До 2005 года входила в Вороновский сельсовет.
| Годы      | 1866 | 1926 | 1979 | 1989 | 2002 | 2010 |
| --------- | ---- | ---- | ---- | ---- | ---- | ---- |
| Население | 149  | 201  | 75   | 42   | 27   | 18   |